# 647 Adelgunde
Adelgunde (asteróide 647) é um asteróide da cintura principal, a 1,9654396 UA. Possui uma excentricidade de 0,1948424 e um período orbital de 1 393,04 dias (3,82 anos).
Adelgunde tem uma velocidade orbital média de 19,06353051 km/s e uma inclinação de 7,32909º.
Esse asteróide foi descoberto em 11 de Setembro de 1907 por August Kopff.